# Portunoidea
Portunoidea là một liên họ cua, bao gồm họ cua bơi Portunidae. Những họ cua khác được xếp ở đây là một vấn đề gây tranh cãi và có thể được sửa đổi sau các phân tích phát sinh chủng loài phân tử.
Portunoidea chứa khoảng 455 loài, là một nhánh đa dạng các loài cua biển trong đó có các loài quan trọng về thương mại cũng như các loài xâm hại đáng kể, như cua xanh châu Âu (Carcinus maenas) và một vài dòng dõi rẽ nhánh về mặt sinh thái đã phân tỏa xuyên suốt các môi trường sống nhiệt đới, ôn đới và biển sâu. Được gọi chung là "cua bơi", các thành viên của nhánh này được biết đến như là các động vật ăn tạp cơ hội hung hãn, nhanh nhẹn và thích nghi tốt với việc bơi lội

## Mô tả
Mai dẹp, thuôn bên, khá phẳng và nhẵn của chúng thường rộng hơn dài và có hình lục giác, hình chữ nhật hoặc hình trứng ngang. Nó thường rộng nhất giữa các gai cuối cùng của vành mai trước; có thể có tới 9 cặp gai này, với một vài cái nhỏ hơn ngay trên đầu, nhưng chúng bị thiếu hoàn toàn ở một số loài.
Ở cua đực, các đốt thân bụng hoặc là tự do hoặc là đốt thứ ba đến đốt thứ năm hợp nhất, thường vẫn giữ lại các đường nối. Chân giao cấu đầu tiên uốn cong rõ nét, với phần đế phồng lên và uốn móc mạnh. Các chân bơi phía sau hình mái chèo.

## Phân loại

### Còn sinh tồn
Được công nhận trong Karasawa et al. (2008) là các họ:
- Carcinidae
- Geryonidae
- Portunidae
- Catoptridae Borradaile, 1902 (gồm Catoptrus và Libystes).
- Macropipidae Stephenson & Campbell, 1960 (gồm Bathynectes, Boschettia, Coenophthalmus, Echinolatus, Falsiportunites, Macropipus, Maeandricampus, Megokkos, Minohellenus, Necora, Nectocarcinus, Ophthalmoplax, Parathranites, Pleolobites, Pororaria, Portunites, Proterocarcinus, Raymanninus, Rhachiosoma và có lẽ cả Portufuria ?).
- Mathildellidae Karasawa & Kato, 2003 (gồm Mathildella, Beuroisia, Branchioplax, Coeloma, Intesius, Neopilumnoplax, Platypilumnus, Tehuacana).

Các họ còn sinh tồn theo Davie P. J. F., Guinot D., Ng P. K. L. (2015b).
- Carcinidae MacLeay, 1838
- Geryonidae Colosi, 1923
- Portunidae Rafinesque, 1815 (gồm cả Catoptridae)
- Brusiniidae Števčić, 1991: Chỉ chứa 1 chi Brusinia.
- Ovalipidae Spiridonov, Neretina & Schepetov, 2014: Bao gồm Benthochascon và Ovalipes.
- Pirimelidae Alcock, 1899: Chuyển từ liên họ Cancroidea trong Ng et al. (2008).[10]
- Polybiidae Ortmann, 1893 (gồm cả Macropipidae, trừ Echinolatus and Nectocarcinus ở vị trí không xác định trong Portunoidea).
- Thiidae Dana, 1852: Chuyển từ liên họ Thioidea trong Ng et al. (2008).[10]

Nathaniel Evans (2018) gợi ý chỉ nên công nhận 3 họ như dưới đây và cho rằng Brusiniidae có thể không thuộc về liên họ Portunoidea:
- Carcinidae (gồm Carcinidae + Pirimelidae + Polybiidae + Thiidae + Coelocarcinus).
- Geryonidae (gồm Geryonidae + Ovalipidae).
- Portunidae.

### Tuyệt chủng
Các họ tuyệt chủng dưới đây lấy theo Karasawa et al. (2008).
- Carcineretidae Beurlen, 1930: Carcineretes, Cancrixantho, Mascaranada.
- Lithophylacidae van Straelen, 1936: Lithophylax.
- Longusorbiidae: Karasawa et al. (2008) Longusorbis.
- Psammocarcinidae Beurlen, 1930: Psammocarcinus.